# Väinö Linna
Väinö Valtteri Linna, född 20 december 1920 i Urdiala i Finland, död 21 april 1992 i Tammerfors, var en finländsk (finskspråkig) författare. Han brukar räknas till proletärförfattarna och hade arbetat som fabriksarbetare och i jord- och skogsbruk.
Linna är främst känd för sin roman Okänd soldat (Tuntematon sotilas) som utkom 1954 (översatt till svenska 1955). Romanen skildrar fortsättningskriget ur ett antal frontsoldaters perspektiv.
Åren 1959–1962 gav Linna ut sitt andra storverk, trilogin Här under polstjärnan (Täällä Pohjantähden alla) bestående av titlarna Högt bland Saarijärvis moar, Upp, trälar! och Söner av ett folk. Böckerna skildrar Finlands historia från slutet på 1800-talet till 1900-talets mitt genom torparsläkten Koskelas öden.

## Biografi

### Tidiga år

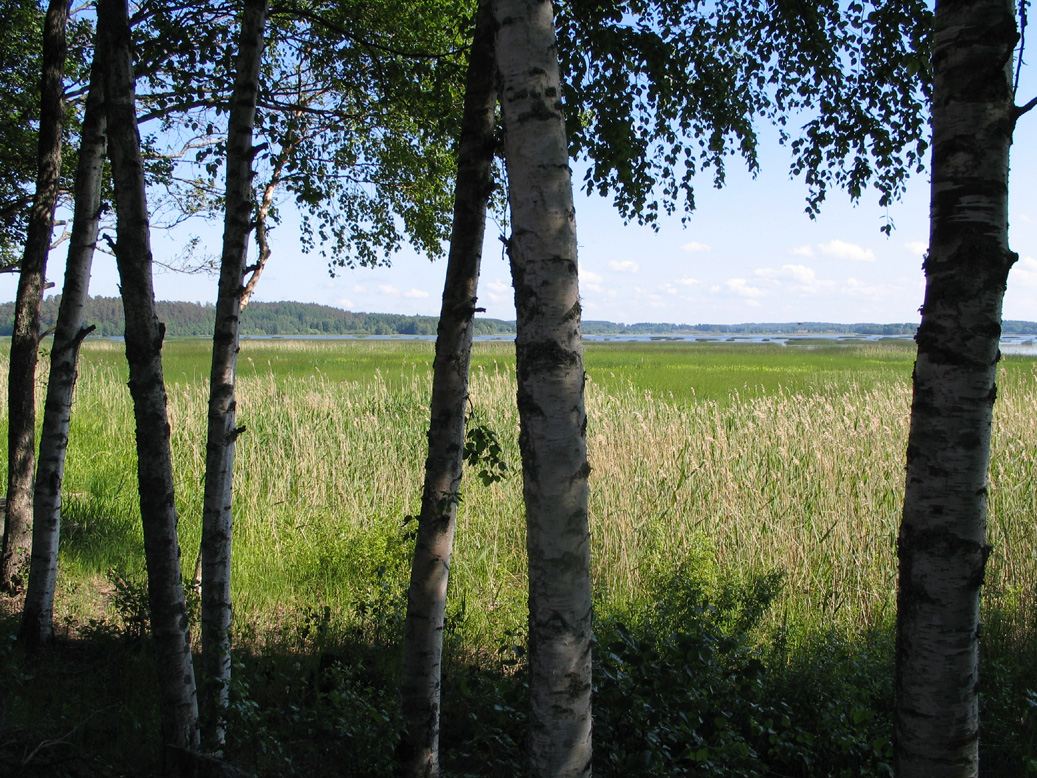
Väinö Linnas barndomslandskap, sjön Kortejärvi i Urdiala socken, ett stenkast från Linnas föräldrars torp.

Linna föddes i Hongola by i Urdiala socken, i Birkaland, 5 mil sydväst om Tammerfors. Orten har tydliga drag gemensamma med den fiktiva byn Pentinkulma som Här under Polstjärnan till största delen tilldrar sig i.
Han var det sjunde barnet, i en syskonskara av tio, till Viktor (Vihtori) Linna (1874–1927) och Johanna Maria (Marja) Linna (1888–1972). Tre av Linnas bröder dog vid unga år i tuberkulos, som var en vanlig sjukdom på den finländska landsbygden i 1900-talets början, men också i städerna. Båda hans föräldrar kom från torparfamiljer i Tavastland, så torparbakgrunden som miljö blev honom välbekant. Linnas far var torpare under Hongola herrgård och var därutöver slaktare till yrket. Fadern dog i reumatisk feber när Väinö Linna var åtta år gammal, och hans mor var tvungen att ensam försörja familjen genom att arbeta på herrgården.
Trots sina enkla uppväxtförhållanden närde Linna tidigt ett intresse för litteraturen. Som barn uppskattade han att läsa äventyrsromaner som han lånade på biblioteket. Linnas utbildning begränsades till sexårig finsk folkskola som han avslutade i mitten av trettiotalet.
Efter att ha arbetat som skogsarbetare och dräng vid herrgården där hans mor var anställd, flyttade han till Tammerfors år 1938 för att arbeta på textilfabriken Finlayson och fick börja på bomullsspinneriet. Han bodde inackorderad hos sin moster Anna Vertamo.

### Krigsåren

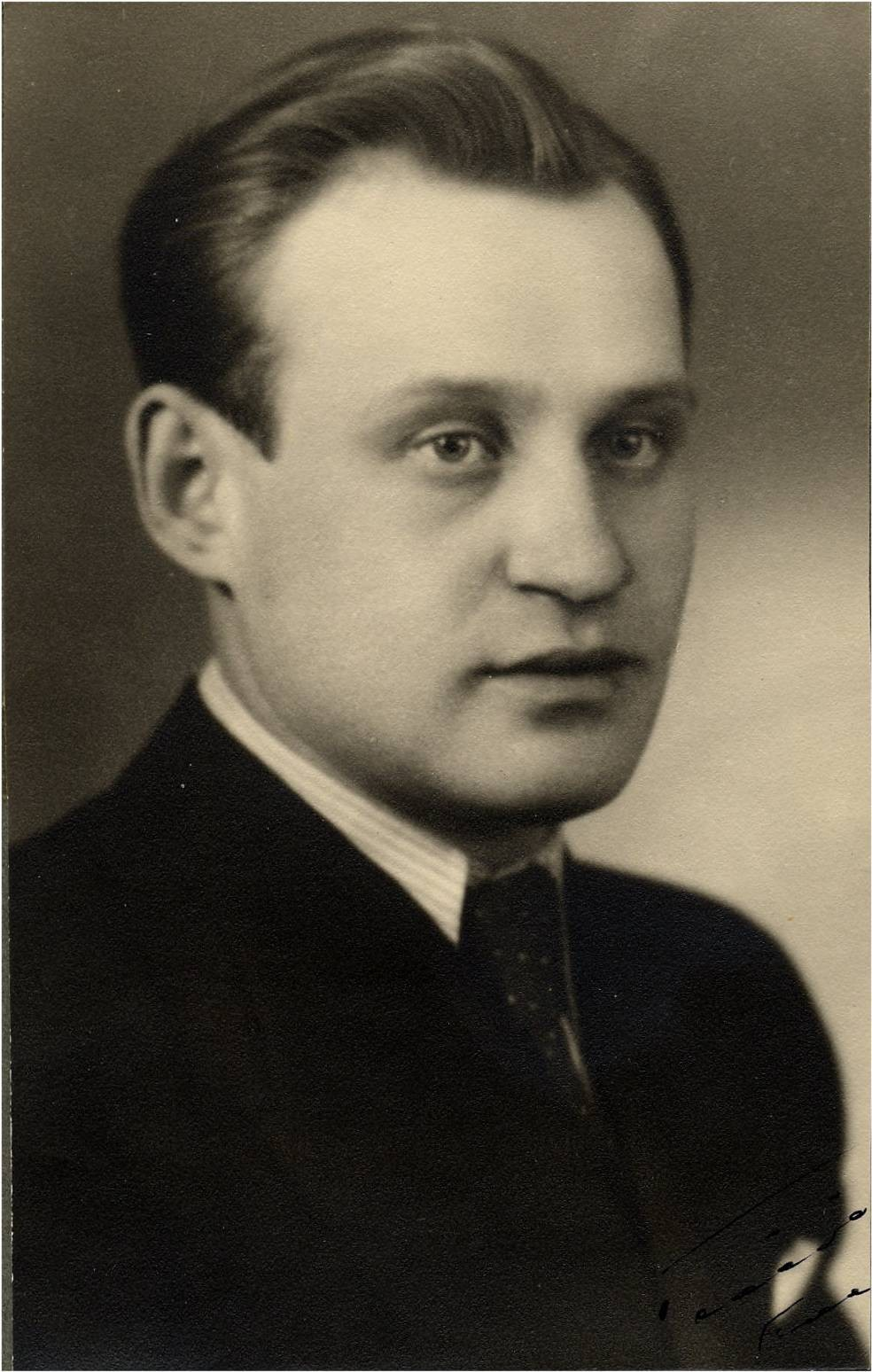
Väinö Linna, 1947.

År 1940 blev Linna inkallad till den finländska armén och sattes i underofficersutbildning i Launonen, delvis för sina uppenbara kunskaper i stridsteknik, efter allt läsandet – de ryska klassikerna och om karolinerna bland annat. Våren 1941 befordrades han till korpral och redan till sommaren samma år till undersergeant. Han fick börja utbilda de nya rekryterna som inkallats, och lärde känna en brokig skara ynglingar från alla delar av Finland, med alla sina lokala egenheter och dialekter.
Då fortsättningskriget bröt ut 1941 skickades han till fronten i Fjärrkarelen som gruppbefäl och blev efter den initiala framryckningen 1942 liggande en längre tid i ställningskrig vid Svir. Han fick där förstahandserfarenhet av krigets meningslösa fasor då han efter en granatkrevad var den enda oskadda i sin grupp, omgiven av likdelar. Under de lugnare perioderna vid fronten förde han anteckningar om sina egna och gruppens erfarenheter i fält. Han lyckades däremot inte få dessa anteckningar publicerade, vilket fick honom att bränna anteckningarna.
Trots att han blivit refuserad hade en idé fötts om att skriva en roman som skulle handla om den vanliga soldatens syn på kriget. Resultatet blev med tiden romanen Okänd soldat. På våren 1943 förflyttades Linna till Mustiala i Egentliga Tavastland för utbildningsuppdrag, där han blev kvar till sin hemförlovning 1945.

### Gården i Birkaland
Efter framgången med Okänd soldat kunde Linna sluta sitt arbete på textilfabriken och helt ägna sig åt sitt författarskap. 1955 köpte han en gård i Tavastkyro och påbörjade en torpartrilogi. 1964 flyttade han tillbaka till Tammerfors, där han blev sjuk 1984 och dog i lungcancer 1992.

## Författarskap

### Början på författarbanan

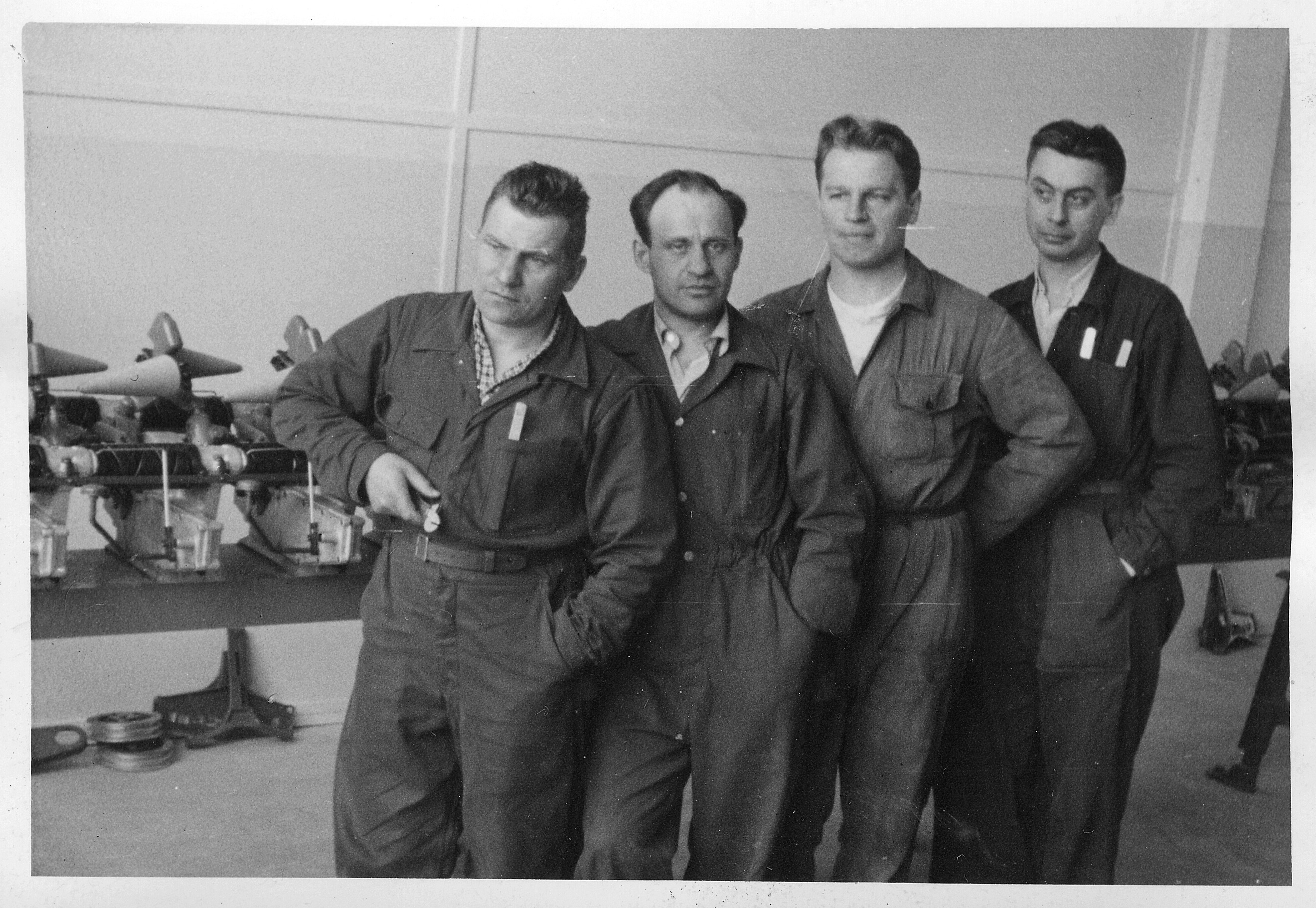
Linna med arbetskamrater på Finlayson.

Efter kriget gifte sig Linna med jordbrukardottern Kerttu Seurin, som han träffat i Mustiala där hon verkade som lotta. På dagarna arbetade han på fabriken där han återfått sitt gamla jobb, och på kvällarna skrev han. Under hela tiden då han arbetade på Finlayson läste han intensivt. Linna respekterade författare som Schopenhauer, Dostojevskij och Nietzsche. Han berättade senare att han tagit intryck av Erich Maria Remarques roman På västfronten intet nytt. Han började med att skriva en diktsamling, som dock refuserades, och han konstaterade att han nog inte var poetämne.
Den första romanen som han fick publicerad, Päämäära, 1947, fick försiktigt uppmuntrande kritik men sålde dåligt. Året därpå kom Musta rakkaus (Mörk kärlek), som skildrar ett svartsjukedrama i arbetarmiljö. Chefsbibliotekarien i Tammerfors, Mikko Mäkelä, lade märke till boken och inbjöd Linna att delta i den skrivarcirkel som han upprätthöll, och Linna har senare sagt att cirkeln var en stor milstolpe i hans författarbana, då han upptogs i deras krets och på vänskaplig bas regelbundet fick diskutera skrivandet med mer erfarna kolleger. I den vevan fick makarna Linna sitt första barn, dottern Sinikka. På fabriken resulterade hans författardebut i att han förflyttades till mer ansvarsfullt och mindre lortigt arbete, och hans arbetskamraters attityd var också uppmuntrande.
Linnas andra roman, Mörk kärlek, kom ut 1948 med hjälp av dels ett stipendium, dels ett förskott som förlaget WSOY betalat på Mäkeläs rekommendation. Boken rönte redan en viss framgång, fast han själv anförtrodde förläggaren att han inte tyckte om den. Han led av den klassiska författarvåndan att ”ha så mycket och stort att säga, och det blir till bara smulor”. Linna fick ändå förlagets pris till Kalevi Jänttis minne för boken.
Han påbörjade nästa bok, som skulle heta Messias, men fick den aldrig avslutad, fast han hade fått ett förskott av förlaget för den. Det ledde till en personlig kris som han till sist 1952 sökte sig till en bekant psykiater i Helsingfors för att få hjälp med. Efter en tid av ”analyserande”, som han uttryckt det, reste han tillbaka till Tammerfors och gav upp försöken att knyta ihop trådarna i den misslyckade romanen, kavlade upp ärmarna och satte igång med Okänd soldat, som han en längre tid redan bearbetat i sitt sinne och som började mogna.

### Genombrottet

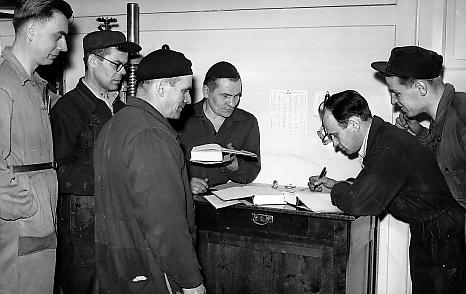
Väinö Linna signerar böcker till sina före detta arbetskamrater.

Först med Okänd soldat (1954) slog Linna på allvar igenom som författare. Det är uppenbart att det vid denna tid fanns ett socialt behov av en roman som handlade om kriget och vanliga människors roll i det. Förlagets värderare var först inte sinsemellan överens om manuskriptets kvaliteter. Den som först läste igenom det förhöll sig ganska svalt till det, men förlagsredaktörens far blev entusiastisk, och förlaget tryckte en ovanligt stor upplaga på 8 000 exemplar inför julförsäljningen.
Boken blev en jordskredsframgång, och både insändarspalterna och recensionssidorna fylldes av kommentarer. De flesta var positiva, men det fanns också starkt kritiska röster. Försvarsmakten ansåg att den gav en negativ bild av de finländska soldaterna, och en del veteraner blev förfärade över framställningen av krigshjältarna som svärande, smutsiga och påtagligt icke-heroiska tämligen vanliga människor. Det tog Linna själv med ganska mycket ro, men det enda reportage som påtagligt förargade honom, var en intervju som damtidningen Eeva gjort med hans fru utan hans vetskap.
Som följd av publiciteten såldes boken ännu bättre och genast följande år gjordes den första filmen med Edvin Laine som regissör. Vissa problem under inspelningen förorsakades av att försvarsmakten fortfarande förhöll sig skeptiskt till verket, och inte ville samarbeta angående materiel. Det löstes genom överenskommelse med gränsbevakningen, där man fick låna vapen och pansarfordon etc. Filmen blev en framgång och exporterades också till utlandet (fast något förkortad, med några av de mest inside-finländska inslagen nedbantade). Filmen fick pris vid Berlins filmfestival.
En ny version gjordes 1985 i färg regisserad av Rauni Mollberg, men ännu idag visas den svartvita oftare i televisionen, då de flesta anser att den mycket starkare tar fram de olika färgstarka karaktärerna. Finländsk tv har mer eller mindre som tradition att visa filmen den 6 december, självständighetsdagen.

### Etablerad författare

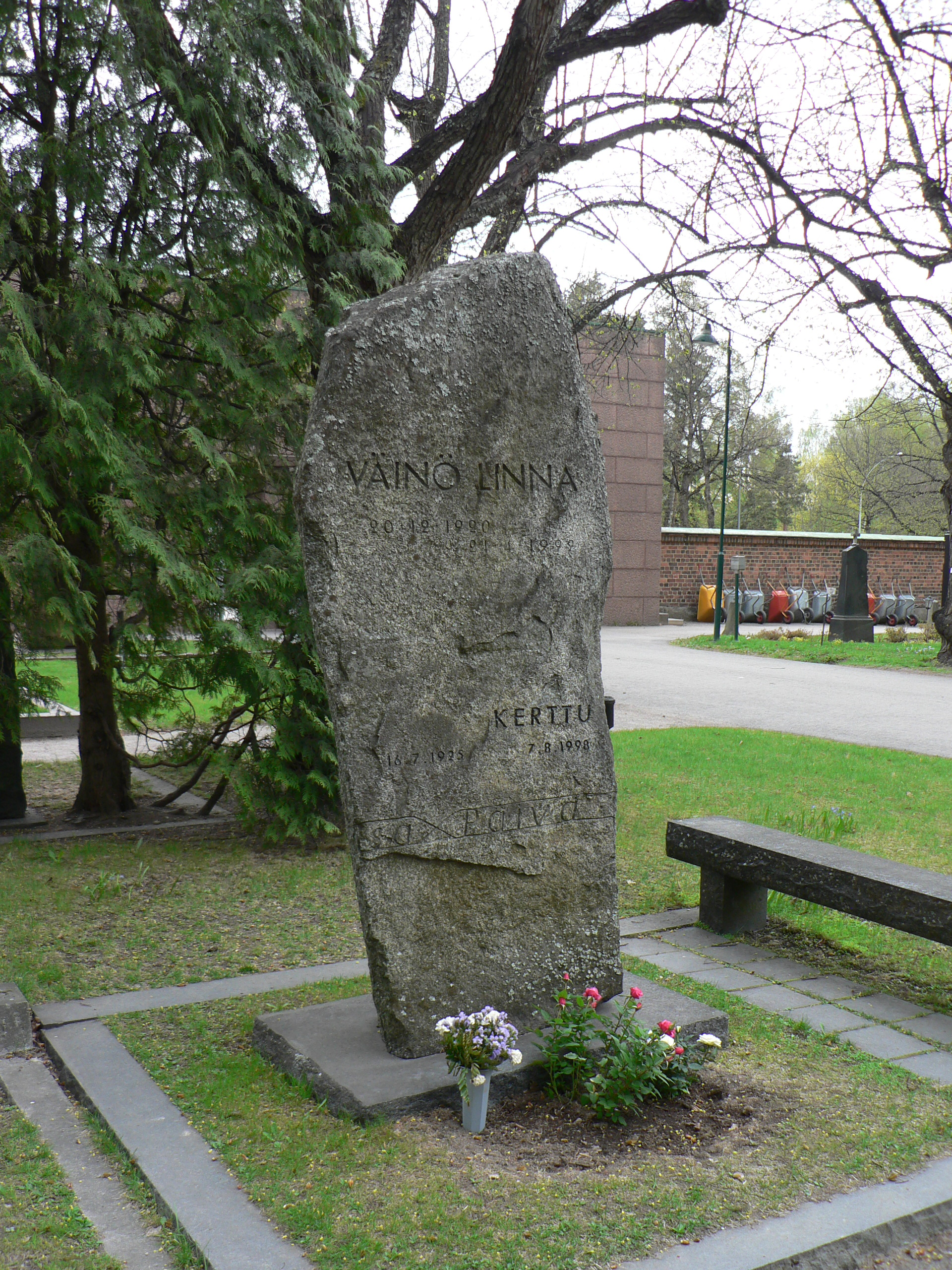
Väinö Linnas grav i Kalevankangas i Tammerfors.

Framgången med Okänd soldat gjorde Linna ekonomiskt oberoende, och han kunde sluta sitt jobb på spinneriet. Han köpte gården Käkisaari i Tavastkyro och kunde ägna sig åt skrivandet mer eller mindre på heltid, samtidigt som han, mer för sin rekreation, ägnade sig åt jordbruk. Hans följande verk, som han påbörjade som en beskrivning av sin barndoms och sina förfäders miljö, svällde ut till ett mäktigt epos (kallat Torpartrilogin) som framställer Finlands öden under den turbulenta första halvan av 1900-talet, sett ur en småbrukarfamiljs ögon.
Första delen av romantrilogin Täällä Pohjantähden alla (Här under Polstjärnan i översättning), som på svenska fick titeln Högt bland Saarijärvis moar (första raden i Runebergs dikt om  Bonden Paavo) utkom 1959, samma år som paret Linnas andra barn, sonen Petteri, föddes. Den andra delen, på svenska Upp trälar (första raden i Internationalen) kom följande år, och den sista 1962, på svenska Söner av ett folk, (efter första raden Söner av ett folk som blött i Björneborgarnas marsch). Trilogin översattes till svenska (finlandssvenska, med ”folkets” repliker på dialekt) av Nils-Börje Stormbom, som med åren kom att bli god vän med Linna, och hans kanske främsta levnadstecknare.
Romanserien mottogs också med blandade känslor, framför allt för att den mycket öppet behandlade bakgrunden till det finska inbördeskriget, vars minne då ännu var såpass infekterat att man bara kallade det för Händelserna 1918, då de vita (vinnarna) skulle ha velat kalla det för frihetskriget och de röda för inbördeskriget. Faktum är dock att den behandlade händelserna påtagligt neutralt, utan att ta ställning i sak (utom angående enskilda individer på bägge sidor som betedde sig illa). Romanserien blev i alla fall också en framgång och rosades av seriösa recensenter.
Den filmatiserades i flera olika versioner och klippningar, och den romantiska titelmelodin Akseli ja Elinan häävalssi, huvudpersonernas brudvals, blev ett örhänge utan like i flera år. Den dramatiserades också, och har visats på de flesta större teatrarna i Finland, även på svenska. En nyfilmatisering i två delar med regissören Timo Koivusalo hade premiär 2009 för den första delen, och fortsättningen ett år senare.
Det intensiva arbetet med romantrilogin tärde dock på Linnas hälsa, och då den var färdig beslöt han ta det lugnt med skrivandet framöver. På grund av sin vacklande hälsa såg han sig tvungen att sälja gården 1964 och flyttade till sin författarlya i Tammerfors, som han behållit. Efter det skrev han bara essäer, men han framträdde gärna på författarseminarier och dylikt, och var aktiv debattör i många år. Han miste till största delen talförmågan i en hjärninfarkt 1984, och avled slutligen i lungcancer år 1992.

## Linna som person
Linna var uppväxt i mycket anspråkslösa förhållanden. 
Linna var tidvis fackligt aktiv och hans samhällssyn var märkbart socialistisk, vilket emellanåt skiner igenom i böckerna, men ändå skönjer man att han som huvudsaken ser persongalleriets inre resning oberoende av eventuell yttre kolorering. Vid en intervju en gång, tillfrågad om sin politiska färg, sade han sig inte ta ställning, allra minst angående inbördeskriget, ”Men Far var slaktare”. Det kan uppfattas som en mångbottnad ordlek.
Linnas far var, helt konkret, bland annat slaktare till yrket, men 1918 refererade de röda till sina motståndare, de vita, som slaktarna, med tanke på de många avrättningar som de föranstaltade bland sina motståndare efter vapenstilleståndet. Linnas far deltog inte aktivt i stridigheterna, men lär ha sympatiserat med den nyvalde presidentens, Kaarlo Juho Ståhlbergs, moralkodex och rättskänsla.

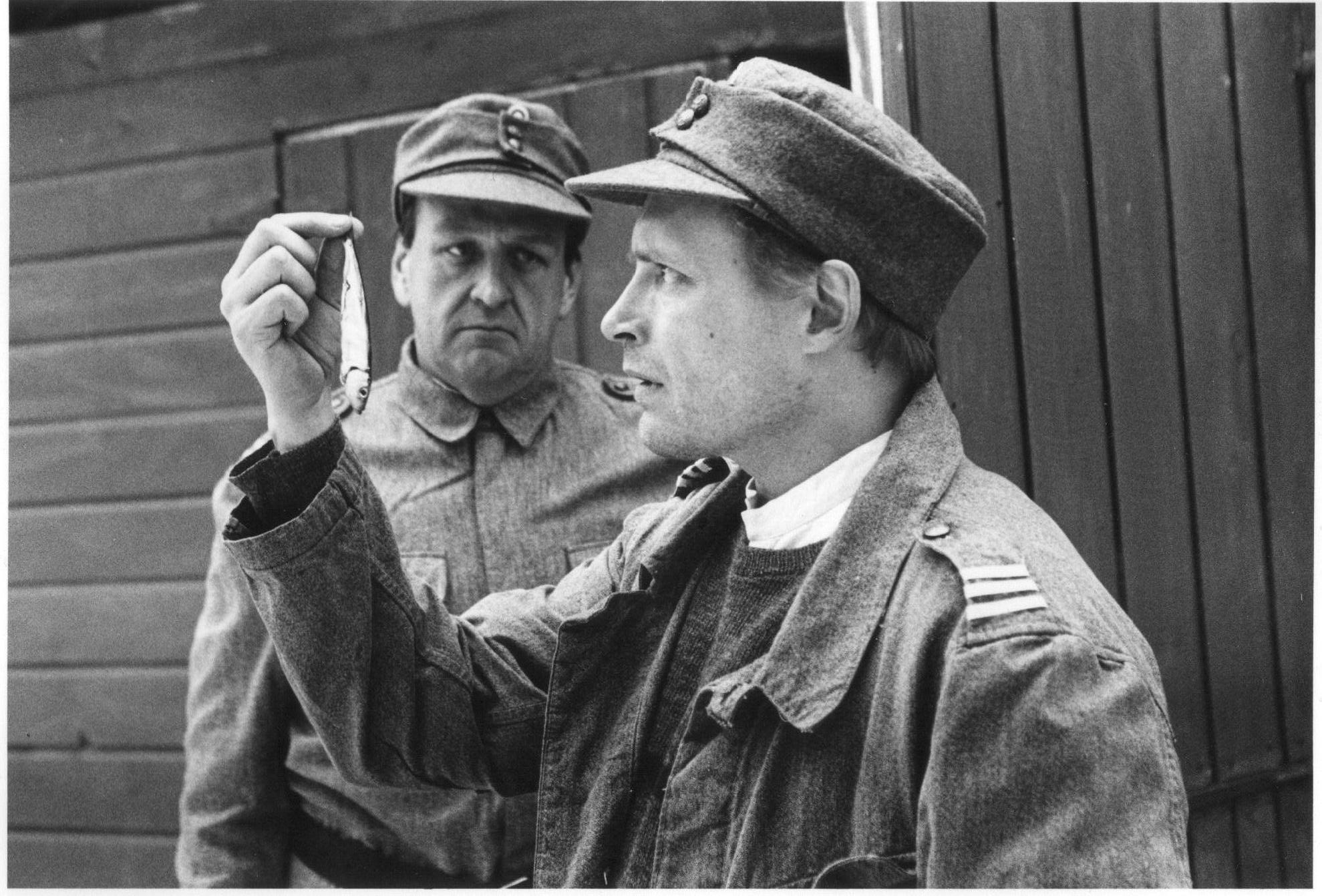
Mikko Kivinen och Ilkka Heiskanen i Okänd soldat, Pyynikki Sommarteater, 1997.

I Okänd soldat skildrar han kriget ur den vanliga människans synvinkel. Det är en mycket heterogen skock som har blivit hopföst och drillad till elementär krigföring. Personerna framställs att vara som folk är mest; några utför ganska hjältemodiga handlingar, men närmast för att de är av omständigheterna tvungna till det. Under trumpen lydnad sköter de sina uppdrag, ibland under högljudda protester, ibland med koncentrerad beslutsamhet, men alltid främst baserat på sin grundläggande mänsklighet, utan en tanke på någon hjältegloria, bara för att de är ”därtill nödda och tvungna”. (En annan aspekt av Linnas syn på tillvaron, som också ofta skiner igenom, är hans totala förakt för kadaverdisciplin utan motsvarande substans.)
Okänd soldat har översatts till 22 språk och Torpartrilogin till 13. 

### Utgivet på svenska
- Okänd soldat, 1955
- Mörk kärlek, 1956
- Trilogin Täällä Pohjantähden alla (Under polstjärnan)

1. Högt bland Saarijärvis moar, 1959
2. Upp, trälar!, 1960
3. Söner av ett folk, 1962

### Inte översatta till svenska
- Päämäärä, 1947, roman (”målet”, ”destinationen”)
- Oheisia, 1967, essäer (”bilagor”)
- Murroksia, 1990, essäer och föredrag (”Brytningar”)

## Filmer baserade på Linnas romaner
- Okänd soldat 1955
- Manuskriptet till Sven Dufva (film) 1957, baserat på en karaktär i Fänrik Ståls sägner
- Här under Polstjärnan 1968
- Akseli och Elina 1970, senare delen av Torpartrilogin
- Okänd soldat 1985
- Under Polstjärnan 2009, nyfilmatisering av Torpartrilogin
- Okänd soldat 2017

## Hedersbetygelser

### Priser och utmärkelser
- Tammerfors stads litteraturpris 1948, 1954, 1967
- Johannes Linnankoskis pris 1958
- Aleksis Kivi-priset 1960 och 1961
- Statens litteraturpris 1963
- Nordiska rådets litteraturpris 1963 för Söner av ett folk
- Hedersdoktorstitel i statsvetenskap vid Tammerfors Högskola 1965
- Utnämnd till akademiker 1982
- Finska kulturfondens pris, 1974

### Övrigt

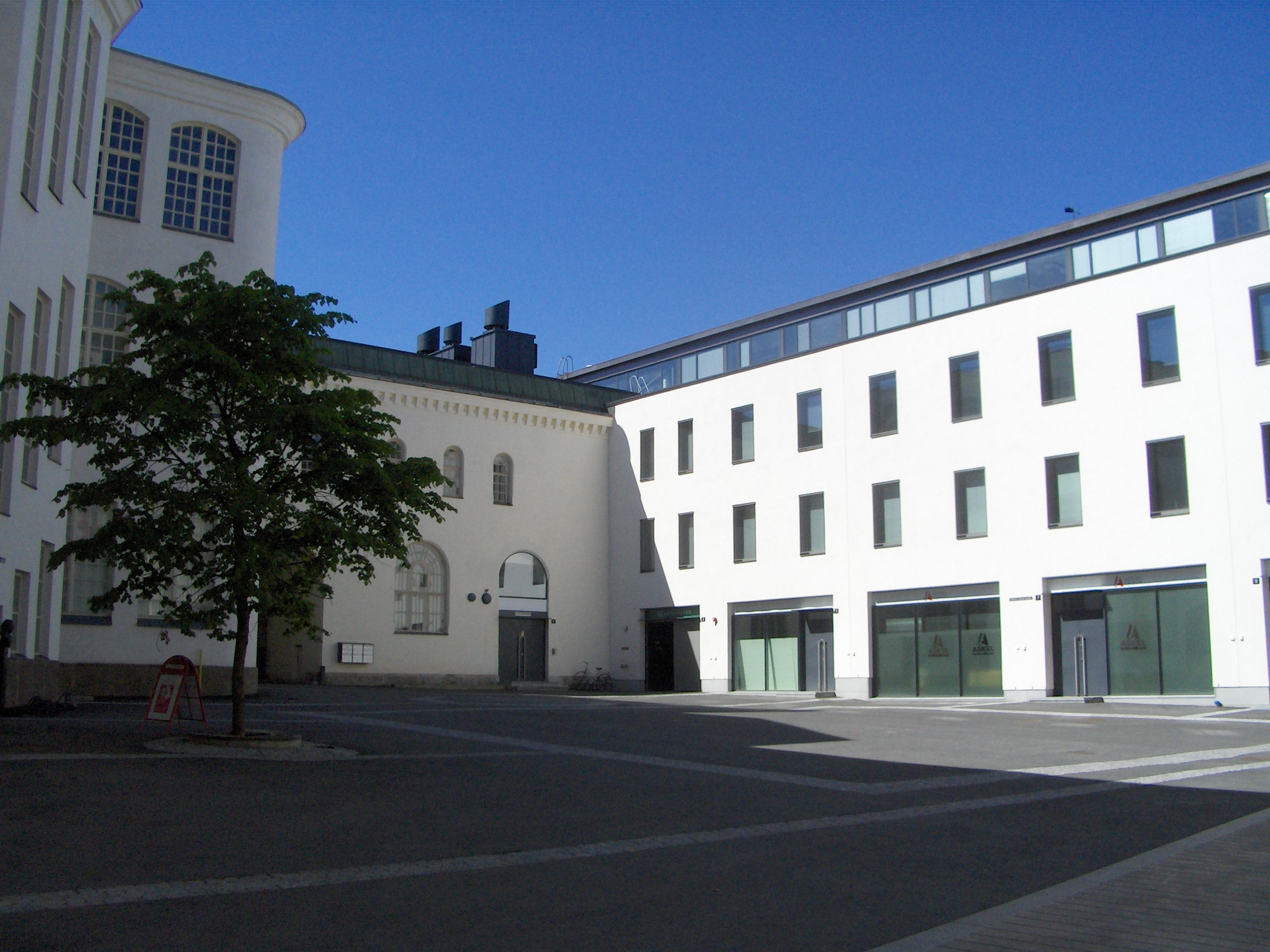
Väinö Linnas plats i Tammerfors.

Linna har fått ett torg, Väinö Linnas plats, uppkallat efter sig. Torget är beläget vid Finlaysons gamla fabriker i Tammerfors.
I Linnas födelsekommun Urdiala arrangeras sedan ett trettiotal år varje sommar i månadsskiftet juli–augusti Pentinkulman päivät, ”Pentinkulmadagarna”, med författarseminarier, föreläsningar och paneldebatter samt också mer lättsamt program. Omkring hans födelsetorp finns även en promenadväg med informationstavlor om de olika byggnaderna och deras inflytande i författarens barndom. Inne i kyrkbyn finns Pentinkulma motell, namngivet efter den fiktiva byn i torpartrilogin.
Linnas fond delar årligen ut ett litteraturpris.